# Lithovoúnia (Arcadie)
Lithovoúnia (grec moderne : Λιθοβούνια) est une localité située dans le dème de Tripoli, dans le district régional d'Arcadie, dans la périphérie du Péloponnèse, en Grèce.
Selon le recensement de 2021, elle compte 85 habitants.